# Denim and Leather
Albums de Saxon
Strong Arm of the Law
(1980) The Eagle Has Landed
(1982)
Denim and Leather est le quatrième album studio du groupe de heavy metal anglais Saxon. Il est sorti le 5 octobre 1981 et a été produit par Nigel Thomas. Dernier album avec Pete Gill aux baguettes, qui sera remplacé après s'être blessé à la main par Nigel Glockler.

## Titres
- Paroles & Musiques : Byford, Quinn, Oliver, Dawson, Gill

1. Princess of the Night [4:01]
2. Never Surrender [3:12]
3. Out of Control [4:08]
4. Rough and Ready [4:51]
5. Play It Loud [4:11]
6. And the Band Played On [2:48]
7. Midnight Rider [5:45]
8. Fire in the Sky [3:36]
9. Denim and Leather [5:26]

## Composition du groupe
- Biff Byford, chant
- Paul Quinn, guitares
- Graham Oliver, guitares
- Steve Dawson, basse
- Pete Gill, batterie

## Crédits
- Produit par Nigel Thomas
- Enregistré aux Aquarius Studios de Genève et Polar Studios de Stockholm